# Ásgeir Trausti

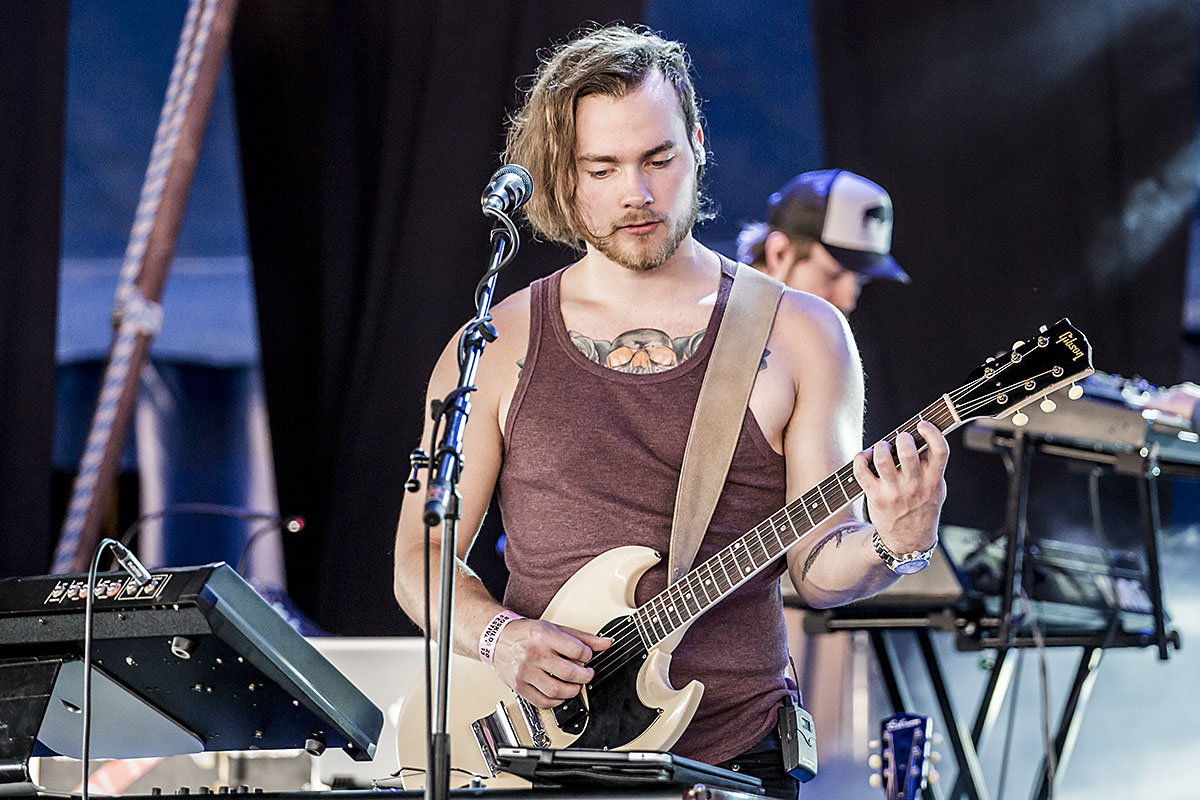
Ásgeir, 2013

Ásgeir (* 1. Juli 1992 in Laugarbakki; auch Ásgeir Trausti, vollständiger Name Ásgeir Trausti Einarsson) ist ein isländischer Singer-Songwriter.
Ásgeir ist der Sohn des isländischen Dichters Einar Georg Einarsson, der für Ásgeir die meisten Lieder geschrieben hat. Er lebt in Reykjavík.
2012 führte er mit dem Song Hvítir Skór, den er gemeinsam mit Blaz Roca produzierte, neun Wochen lang die isländischen Charts an.
Sein Debütalbum Dýrð í dauðaþögn wurde das bestverkaufte Debütalbum Islands. Etwa 10 % der Isländer besitzen dieses Album.
Die Lieder des Debütalbums wurden von John Grant ins Englische übertragen und 2013 unter dem Albumtitel In the Silence veröffentlicht.

## Veröffentlichungen
- 2012: Album Dýrð í dauðaþögn (isländisch, IS: ×4Vierfachplatin [6]), englische Version In the Silence (2013 auf iTunes veröffentlicht, internationale Veröffentlichung 2014)
- 2017: Album Afterglow
- 2020: Album Bury the Moon
- 2022: Album Time on My Hands

## Auszeichnungen
2012 gewann Ásgeir in mehreren Kategorien bei den Icelandic Music Awards: bestes Album des Jahres (für Dýrð í dauðaþögn), bester Newcomer (Pop, rock and blues), Public Choice Award, Icelandicmusic.com’s Online Achievement Award.
2012 gewann er mit Dýrð í dauðaþögn den Kraumur Awards.
Ihm wurde außerdem 2014 der European Border Breakers Award für Island zugesprochen.

## Nominierungen
- 2013: Nordic Music Prize[5]